# Joaquim Serra i Corominas

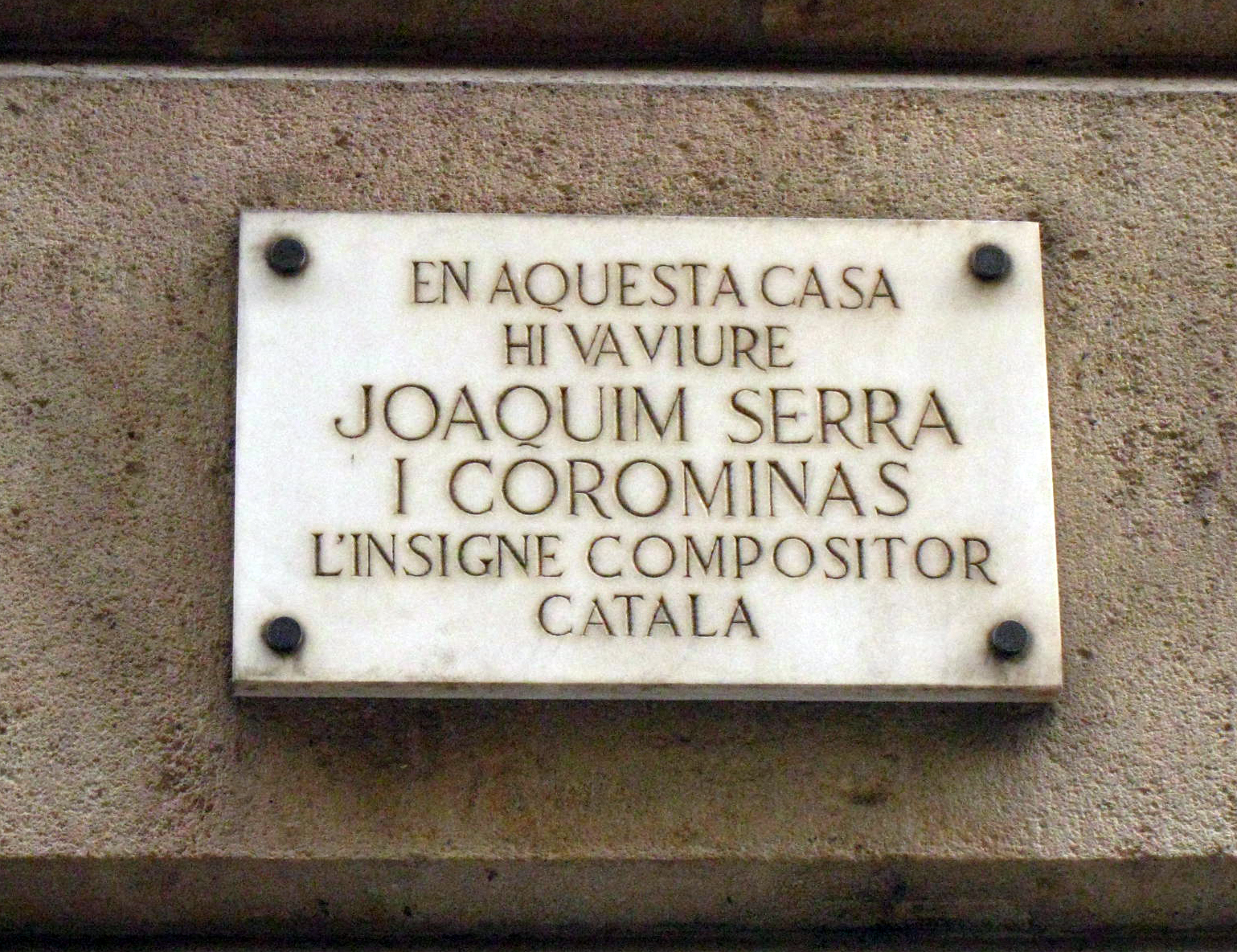
Placa al número 11 del carrer del Notariat de Barcelona

Joaquim Serra i Corominas (Peralada, l'Alt Empordà, 4 de març de 1907 - Barcelona, 17 de novembre de 1957) fou un compositor i pianista català, un dels més importants en la història de la música per a cobla, amb moltes sardanes considerades de gran qualitat. Ha estat definit com el compositor de la "difícil senzillesa", "amb les notes justes i ni una més".

## Biografia
Fill del també compositor i músic Josep Serra i Bonal, rebé els primers ensenyaments musicals del seu pare. Quan en Joaquim tenia deu anys, la seva família es traslladà a Barcelona perquè pogués obtenir una sòlida formació musical, que rebé dels mestres Millet, Carles Pellicer i Morera. Ben aviat destacà com a compositor, amb diversos premis Concepció Rabell i Sant Jordi en els anys vint. El 1934 fou nomenat director artístic de Ràdio Associació de Barcelona. Dirigí la Cobla Barcelona i li donà una qualitat molt elevada. Col·laborà amb els esbarts Verdaguer i Sarrià, pels quals adaptà diversos ballets catalans. Publicà el Tractat d'instrumentació per a cobla (1957), una de les obres fonamentals en la matèria, a partir de les lliçons que havia impartit en el curset d'instrumentació que el 1948 havia organitzat l'Obra del Ballet Popular. Morí l'any 1957, amb cinquanta anys. Com a homenatge, l'Agrupació Cultural Folklòrica Barcelona convoca anualment el premi de música Memorial Joaquim Serra i el compositor Rafael Ferrer li dedicà la composició Adéu Quim! In Memoriam (1957).

## Obra

### Música per a cobla
- Dansa de fadrins (1955), petit poema simfònic
- En Pere Gallerí (1948), glossa de la cançó
- La filosa de Banyoles, glossa
- La fira (1928), esbós simfònic per a dues cobles
- Impressions camperoles (1926), que conté la sorprenent Vall dels Ecos. Premi Sant Jordi del Foment de la Sardana
- Introducció i dansa, per a tres cobles
- Marxa sobre motius populars catalans, per a dues cobles
- La noia alegre que no sap plorar (1948)
- La Moixeranga d'Algemesí (1950), glossa per a dues cobles i percussió, sobre la música de la Muixeranga
- La presó de Lleida (1948), poema simfònic per a dues cobles
- Puigsoliu (1957), poema simfònic estrenat pòstumament
- Els tres tambors (1926), glossa de la cançó

- Altres composicions o instrumentacions de música per a cobla: Ball de cercolets de Vilafranca del Penedès, Ball de gitanes de Llavaneres, Ball de nans de Berga, Bolangera de Solsona, Dansa de Castellterçol, L'Hereu Riera, La Tirotitaina del Pallars

### Sardanes
Va escriure un total de 55 sardanes. En destaquen:
- A Guissona (1956)
- A Montserrat (1926), per a dues cobles, Premi Sant Jordi del Foment de la Sardana
- Apassionada (1936)
- Aura d'abril (1954), premiada al concurs de S'Agaró
- Cavalleresca (1947)
- Conte d'infants (1954)
- Elegia (1948), dedicada a en Francesc Pujol
- En Cacaliu (1948), dedicada a en Josep Juncà i Juscafresa, és la sardana obligada de contrabaix més divulgada
- L'ermita vella (1946)
- Evocació (1932)
- Els gegants de Vilanova (1925)
- Margarida (1945)
- Maria del Claustre (1956), dedicada a Maria del Claustre Baixas i Vicens[1]
- La meva Joaquima (1946)
- Noces d'or (1949), dedicada al Futbol Club Barcelona en el seu cinquantè aniversari
- Ofrena (1934)
- El petit Albert (1935)
- Primaveral (1947), per a dues cobles
- La primera volada (1921), primera sardana
- Recordant Vic (1954)
- Remembrança (1928), dedicada a Ignasi Iglésias, amb un dels més bells cants de tenora que s'han escrit
- Rocacorba (1936)
- Roses del Brull (1953)
- Sabadell (1955)
- Sota els pins del pujolet (1955)
- Tendreses (1936)
- Vells amics (1951), dedicada a la Cobla Barcelona

### Altres composicions
- Variacions per a orquestra i piano (1930), premi Concepció Rabell, potser la seva obra simfònica més ambiciosa. Estrenades per Enriqueta Garreta i Toldrà, el 25 d'octubre 1931 amb l'Orquestra Pau Casals dirigida per Eduard Toldrà. Editada per Clivis Publicacions.[2]

- A Montserrat tot plora, obra dramàtica
- El carnestoltes (1949), ballet per a orquestra simfònica
- Danza gitana (1954), per a orquestra
- Doña Inés de Castro, ballet per a orquestra simfònica
- Fiesta andaluza (1954), per a orquestra
- Suite per a una òpera
- Suite senyorial
- Tempesta esvaïda, obra dramàtico-lírica, amb llibret de Carme Montoriol. Estrenada al Teatre Nou (Avinguda del Paral·lel), l'any 1936, en plena Guerra Civil
- Trio en mi (1926), per a violí, violoncel i piano. Editada per Clivis Publicacions.[3]
- Diverses cançons per a veu i piano i obres corals